# Liste des longs métrages équatoriens proposés à l'Oscar du meilleur film international
Cet article présente la liste des longs métrages équatoriens proposés à l'Oscar du meilleur film international.

## Films proposés par l'Équateur
| Année (Cérémonie) | Titre français                                     | Titre original                                     | Réalisateur                                  | Résultat   |
| ----------------- | -------------------------------------------------- | -------------------------------------------------- | -------------------------------------------- | ---------- |
| 2001 (73e)        | Sueños en la mitad del mundo (es)                  | Sueños en la mitad del mundo (es)                  | Carlos Naranjo Estrella                      | Non nommé  |
| 2005 (77e)        | Investigations                                     | Crónicas                                           | Sebastián Cordero                            | Non nommé  |
| 2014 (86e)        | Mejor no hablar de ciertas cosas (es)              | Mejor no hablar de ciertas cosas (es)              | Javier Andrade                               | Non nommé  |
| 2015 (87e)        | Silencio en la tierra de los sueños (es)           | Silencio en la tierra de los sueños (es)           | Tito Molina                                  | Non nommé  |
| 2017 (89e)        | Sin muertos no hay carnaval (es)                   | Sin muertos no hay carnaval (es)                   | Sebastián Cordero                            | Non nommé  |
| 2018 (90e)        | Alba                                               | Alba                                               | Ana Cristina Barragán (es)                   | Non nommé  |
| 2019 (91e)        | A Son of Man: La maldición del tesoro de Atahualpa | A Son of Man: La maldición del tesoro de Atahualpa | Pablo Agüero, Luis Felipe Fernández-Salvador | Non nommé  |
| 2020 (92e)        | La mala noche (es)                                 | La mala noche (es)                                 | Gabriela Calvache                            | Non nommé  |
| 2021 (93e)        | Vacío (es)                                         | Vacío (es)                                         | Paul Venegas                                 | Non nommé  |
| 2022 (94e)        | Sumergible (es)                                    | Sumergible (es)                                    | Alfredo León León                            | Non nommé  |
| 2023 (95e)        | Lo invisible (gl)                                  | Lo invisible (gl)                                  | Javier Andrade                               | Non nommé  |
| 2025 (97e)        | Al otro lado de la niebla                          | Al otro lado de la niebla                          | Sebastián Cordero                            | En attente |